# Віцепрезидент
Віцепрезиде́нт (до 2019 року — віце-президент; від лат. vice + praesidens) — заступник президента. Слід розрізняти віцепрезидента організації та посаду віцепрезидента держави, що існує в деяких країнах із президентською формою правління.

## В організаціях
Див. також: Заступник голови
Посада віцепрезидента (амер. англ. vice president, брит. англ. director) існує в багатьох академіях, наукових товариствах, акціонерних товариствах, компаніях та корпораціях. В організаціях зазвичай є кілька віцепрезидентів.

## У державах

Федеральна рада Швейцарії 2018 року. Кожен член Ради раз на сім років стає віцепрезидентом, а наступного року — президентом.

Багато держав, що мають посаду президента — голови держави, запровадили посаду віцепрезидента (амер. англ. vice president, брит. англ. vice-president). Подібний політичний інститут існує в таких країнах: Азербайджан, Ангола, Аргентина, Афганістан, Болгарія, Болівія, Ботсвана, Бразилія, Бурунді, В'єтнам, Венесуела, Гаяна, Гамбія, Гана, Гватемала, Гондурас, Домініканська Республіка, Еквадор, Екваторіальна Гвінея, Еритрея, Ємен, Замбія, Зімбабве, Індія, Індонезія, Ірак, Іран, Кенія, Кіпр, Кірибаті, Колумбія, Коморські острови, Коста-Рика, Куба, Лаос, Ліберія, Лівія, М'янма, Маврикій, Малаві, Малайзія, Мальдіви, Мікронезія, Намібія, Китайська Народна Республіка, Непал, Нігерія, Нікарагуа, Об'єднані Арабські Емірати, Палау, Панама, Парагвай, Перу, Південна Африка, Південний Судан, Сальвадор, Сейшельські острови, Сирія, Сполучені Штати Америки, Судан, Суринам, Сьєрра-Леоне, Танзанія, Уганда, Уругвай, Філіппіни, Швейцарія.
Класичним зразком інституту віцепрезидентства є посада віцепрезидента США, котра існує з 1789 року. У країнах третього світу посада віцепрезидента дозволяє примирити президентські амбіції кількох протиборчих сторін.
Віцепрезидент держави зазвичай єдиний; він обирається разом з президентом, на той самий термін. У період відсутності президента віцепрезидент виконує в обмеженому обсязі деякі його повноваження; у разі відставки, імпічменту або смерті президента віцепрезидент у багатьох країнах виконує його обов'язки (стаючи президентом, як у США, або виконувачем обов'язків президента).
У деяких країнах є посади заступників президента, яких призначає президент (наприклад, у ПАР).